# Krzysztof Sosna
Krzysztof Sosna (ur. 11 października 1969 w Wodzisławiu Śląskim) – polski biathlonista olimpijczyk z Albertville 1992.

## Kariera
Zawodnik klubu Dynamit Chorzów. Indywidualny mistrz Polski w biegu na 20 km w roku 1990 oraz w biegu na 10 km.
Uczestnik mistrzostw świata w roku 1993 podczas których był członkiem sztafety 4 x 7,5 km, która zajęła 10. miejsce.
Na igrzyskach w Albertville wystartował w biegu na 10 km, w którym zajął 46. miejsce, biegu na 20 km, w którym zajął  60. miejsce oraz w sztafecie 4 x 7,5 km (partnerami byli: Dariusz Kozłowski, Jan Ziemianin, Jan Wojtas). Polska sztafeta zajęła 9. miejsce.